# The Bourne Supremacy
The Bourne Supremacy (titulada El mito de Bourne en España y La supremacía Bourne en Hispanoamérica) es una película estadounidense de acción del año 2004 dirigida por Paul Greengrass y protagonizada por Matt Damon y Franka Potente.

## Argumento
Dos años después de los eventos de The Bourne Identity, Jason Bourne y Marie Kreutz se encuentran ahora en Goa, India. Bourne sigue teniendo escenas retrospectivas sobre su anterior vida como asesino de la CIA, que las registra en un cuaderno. En Berlín, los agentes de la CIA subordinados a la Subdirectora Pamela Landy están pagando 3 millones de dólares por los "Archivos Neski", documentos en el robo de 20 millones de dólares siete años antes. Kirill, un agente del Servicio Federal de Seguridad de Rusia, utiliza la huella digital de Bourne para incriminarlo, mata a los agentes, y roba los archivos y el dinero para la entrega del oligarca ruso Yuri Gretkov. Kirill viaja a Goa para matar a Bourne, pero él lo descubre y huye con Marie. Kirill intenta disparar a Bourne, pero Marie muere por error. Su vehículo se sale de un puente y cae a un río; Kirill asume que Bourne está muerto.
Bourne va a Nápoles, Italia, con el dinero y los pasaportes. Después de encontrar la huella de Bourne, Landy pregunta al Director Adjunto Abbott sobre la Operación Treadstone, el programa extinto de la CIA al que pertenecía Bourne. Landy dice a Abbott que el agente de la CIA que robó los $ 20 millones, fue nombrado en los archivos Neski. Algunos años antes, el político ruso Vladimir Neski estaba a punto de identificar al ladrón, cuando fue supuestamente asesinado por su esposa en un hotel de Berlín. Landy cree que Bourne y el supervisor de Treadstone, Alexander Conklin, estaban involucrados de alguna manera. Ella también cree que Bourne mató a sus dos agentes. Abbott y Landy van a Berlín para capturar a Bourne.
En Nápoles, Bourne se permite que sea identificado por seguridad. Somete a su interrogador de la CIA, copia de la tarjeta SIM de su teléfono celular y se entera, de una llamada telefónica posterior, sobre Landy y lo que ella piensa que Bourne hizo. Bourne va a Múnich para visitar al único operativo de Treadstone restante, Jarda, quien informa a Bourne que Treadstone se cerró tras la muerte de Conklin. Jarda trata de incapacitar a Bourne antes de que llegue un equipo de la CIA, pero Bourne lo mata, hace estallar su casa, y se escapa. Bourne sigue Landy y Abbott mientras estos conocen a la extécnica de apoyo de Treadstone Nicky Parsons para saber sobre Bourne. Convencidos de que la CIA la caza de nuevo, Bourne llama Landy y ella le dice que está siendo perseguido porque mató a dos personas en Berlín y demanda un encuentro con Nicky en público.
Bourne secuestra a Nicky en la Alexanderplatz, y averigua de ella que Abbott era el jefe de Treadstone, no Conklin. Recuerda que él asesinó a Neski en Berlín, pero Parsons no sabe nada al respecto. Bourne visita el hotel donde ocurrió el asesinato y se acuerda más de su misión: Él mató Neski por orden de Conklin, y cuando la esposa de Neski apareció, él le disparó para que se vea como un asesinato-suicidio. Abbott mata a su propio asistente cuando este sospecha una conspiración contra Bourne, quien irrumpe en la habitación de Abbott y registra una conversación entre él y Gretkov que les incrimina en el robo del dinero. Abbott confiesa haber ordenado el asesinato en Goa, el asesinato de Neski por Bourne, y el asesinato de los agentes por Kirill, para lo cual Bourne debía ser incriminado. Cuando Landy sospecha la inocencia de Bourne y se enfrenta a Abbott, éste se suicida. Bourne envía la cinta de la confesión a Landy, reivindicando a sí mismo.
Bourne va a Moscú para encontrar a Irena Neski, hija de Vladimir Neski. Kirill aparece y hiere a Bourne en el hombro. Bourne consigue un coche y Kirill le sigue en una persecución de alta velocidad, que termina después de que Bourne estrella su coche en un divisor de cemento. Después de ver que Kirill está herido de gravedad, baja el arma y se aleja. Bourne localiza a Neski y pide perdón por el asesinato de sus padres. Gretkov es arrestado por Landy, utilizando las pruebas que recibió de Bourne. Algún tiempo más tarde, en la ciudad de Nueva York, recibe una llamada telefónica de Bourne, ella expresa su agradecimiento por la cinta de la confesión de Abbott antes de decirle a Bourne que su verdadero nombre es David Webb y que nació el "15/04/71" en Nixa, Misuri. Bourne le dice que ella se ve cansada, lo que indica que puede verla, antes de colgar y desaparecer en la multitud de Nueva York.

## Reparto
- Matt Damon es Jason Bourne/David Webb.
- Franka Potente es Marie Helena Kreutz.
- Joan Allen es Pamela Landy.
- Brian Cox es Ward Abbott.
- Karl Urban es Kirill.
- Julia Stiles es Nicolette Parsons "Nicky".
- Karel Roden es Yuri Gretkov.
- Gabriel Mann es Danny Zorn.
- Marton Csokas es Jarda.
- Tom Gallop es Tom Cronin.
- John Bedford Lloyd es Teddy.
- Michelle Monaghan es Kim.
- Ethan Sandler es Kurt.
- Tomas Arana es Martin Marshall.
- Oksana Akinshina es Irena Neski.
- Chris Cooper es Alexander Conklin pero solo visto como fotografía.

## Premios
- 2005 ASCAP Film and Television Music Awards - Mejor banda sonora original: John Powell Ganador
- 2005 Academy of Science Fiction, Fantasy & Horror Films - Mejor actor: Matt Damon Nominado
- 2005 Broadcast Film Critics Association Critics Choice Mejor película Nominada